# Fernando Pacheco Filho
Fernando José Magalhães Pacheco Filho, né le 25 mai 1983 à Niterói, est un handballeur brésilien, jouant au poste d'arrière droit.
En 2008, il participe aux Jeux olympiques de Pékin avec le Brésil.

## Palmarès

### En club
Championnat panaméricain des clubs
- Vainqueur : 2011

### En sélection
Championnats panaméricain
- : 2010

Jeux panaméricains
- : 2007
- : 2011